# Le Rossignol
Pour les articles homonymes, voir Rossignol (homonymie).

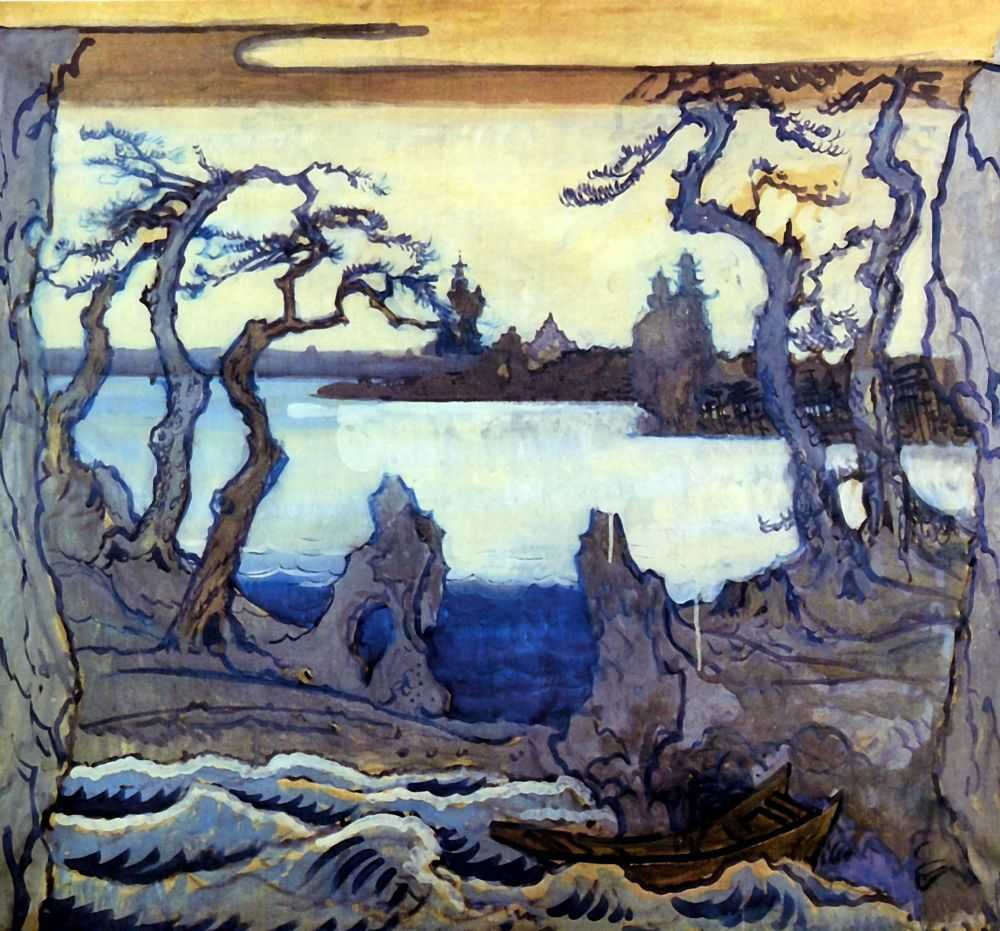
Un décor d'Alexandre Benois pour la création du Rossignol en 1914.

Le Rossignol est un opéra en trois actes composé par Igor Stravinsky sur un livret du compositeur et de Stepan Mitoussov  d'après le conte d'Andersen Le Rossignol et l'Empereur de Chine. Il a été créé le 26 mai 1914 à l'Opéra de Paris au cours de la saison organisée par Diaghilev.

## Historique
Stravinsky commence la composition du  Rossignol en 1908 mais l'interrompt en 1909, après le premier acte, lorsque Diaghilev lui commande son premier ballet, L'Oiseau de feu.
En 1913, après le succès des ballets «Petrouchka», co-créé avec Alexandre Benois et «Le Sacre du Printemps», chorégraphié par Nijinsky, le Théâtre libre de Moscou demande à Stravinsky de terminer la composition de l'opéra. Stravinsky, étant conscient de l'évolution de son style musical depuis ces cinq années, tente de faire accepter le premier acte seul comme une œuvre complète. Cependant, le refus du Théâtre libre force le compositeur à revoir l'acte I comme prologue, justifiant ainsi les différences de style avec le reste de l'opéra. Cependant, alors que Stravinsky achève la composition, le Théâtre libre fait faillite, mais, aussitôt, Diaghilev décide de monter l'opéra aux Ballets russes.
L'œuvre est créée le 26 mai 1914, en français, à l'Opéra de Paris, sous la direction de Pierre Monteux, avec des décors et des costumes d'Alexandre Benois. À l'initiative de Diaghilev, les chanteurs sont dans la fosse et sont joués par des danseurs sur la scène.

## Personnages
- Le Pêcheur (ténor)
- Le Rossignol (soprano)
- La Cuisinière (mezzo-soprano)
- Le Chambellan (baryton)
- Le Bonze (basse)

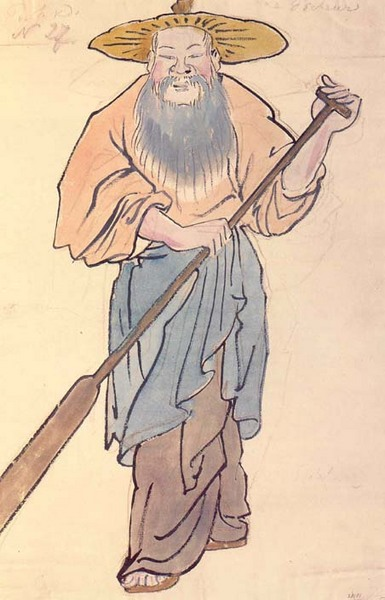
Un des costume d'Alexandre Benois pour Le Rossignol en 1914.

- Trois émissaires japonais (2 ténors, 1 baryton)
- L'Empereur de Chine (baryton)
- La Mort (contralto)
- Courtisans, des esprits (chœur)

## Argument
L'action se déroule à la Cour impériale de Chine en des temps fabuleux.

### Acte I
Une forêt en bord de mer, la nuit. Un pêcheur dans son bateau écoute le magnifique chant du rossignol. Des courtisans arrivent et invitent le rossignol à chanter devant l'empereur de Chine. L'oiseau accepte.

### Acte II
Le palais de l'empereur. Après un entracte avec le chœur, où la scène est dissimulée par un voile, le rossignol chante pour l'empereur qui est très ému. Des émissaires du Japon apportent au souverain un oiseau mécanique qui chante. Le faux rossignol se met à chanter et la cour se détourne de l'original, qui s'envole. L'empereur, vexé de cette fuite, le condamne au bannissement.

### Acte III
La chambre de l'empereur. La mort porte la couronne de l'empereur malade. L'empereur appelle ses musiciens, mais c'est le rossignol qui arrive. La mort rend la couronne à l'empereur en entendant le magnifique chant de l'oiseau. Les courtisans arrivent pour saluer l'empereur qu'ils croient mort, mais celui-ci se lève et salue ses sujets.

## Poème symphonique
En 1917, Stravinsky prend des extraits des actes II et III pour faire un poème symphonique intitulé Le Chant du rossignol. Les Ballets russes de Diaghilev en font un ballet présenté à l'Opéra de Paris en 1920, dans une chorégraphie de Léonide Massine.

## Discographie
- L'enregistrement de Stravinsky que l'on retrouve dans son intégrale sur Sony Classical a été enregistré en 1960 avec, entre autres, Loren Driscoll (le pêcheur), Reri Grist (le rossignol), Marina Picassi (la cuisinière) et Donald Gramm (l'empereur), l'orchestre et le chœur de l'Opéra de Washington.
- Robert Craft a enregistré l'opéra avec Robert Tear (le pêcheur), Olga Trífonova (le rossignol), Pippa Longworth (la cuisinière) et Paul Whelan (l'empereur), l'Orchestre philharmonique de Londres et les London Voices en 1997. L'enregistrement est maintenant disponible sur Naxos. Et c'est Erato qui avait publié la version de Pierre Boulez de cet opéra, avec le BBC Symphony Orchestra et, notamment, Phyllis Bryn-Julson, Ian Caley, Felicity Palmer et John Tomlinson.

## Pour approfondir